# Liste des sous-marins de l'Iran
La liste des sous-marins de l’Iran regroupe les sous-marins commandés ou exploités par la marine iranienne au fil des ans. Ils sont regroupés par classe, et au sein de la classe, triés par numéro de fanion.

## Historique
L’Iran possède une force d’environ 34 sous-marins, selon l’organisation non gouvernementale Nuclear Threat Initiative. Parmi ceux-ci, 27 sont des sous-marins de poche, les sept autres étant des sous-marins d'attaque diesel-électriques. L’Iran ne possède actuellement pas de sous-marins à propulsion nucléaire navale, mais en 2018, juste avant que l’ancien président Donald Trump ne se retire de l’accord nucléaire du Plan d’action global conjoint, des responsables iraniens ont informé les Nations unies qu’ils prévoyaient d’en construire à l’avenir.
Ces navires sont répartis entre les deux branches de la marine iranienne, la marine de la république islamique d'Iran et la marine du Corps des Gardiens de la révolution islamique (CGRI). La marine de la République islamique d'Iran (IRIN) s’est développée à partir de la marine impériale iranienne du Shah, qui existait avant la révolution de 1979 et a été conçue pour démontrer la puissance et le prestige de l’Iran du Shah. La marine du Corps des gardiens de la révolution islamique (IRGCN) a été créée en 1985 pendant la guerre Iran-Irak

## Navires en service

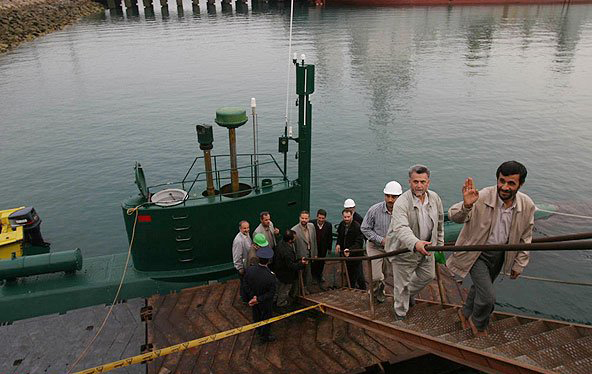
Le président Mahmoud Ahmadinejad inspectant un mini sous-marin Ghadir

| Classe              | Photo | Nom      | Numéro de fanion | Commission       | Déplacement                                   | Type                               | Origine                   |
| ------------------- | ----- | -------- | ---------------- | ---------------- | --------------------------------------------- | ---------------------------------- | ------------------------- |
| classe Kilo 877EKM  |       | Tareq    | 901              | 1992             | 2356 tonnes en surface 3076 tonnes en plongée | Sous-marin d'attaque conventionnel | Union Soviétique / Russie |
| classe Kilo 877EKM  | Nooh  | 902      | 1993             |                  | 2356 tonnes en surface 3076 tonnes en plongée | Sous-marin d'attaque conventionnel | Union Soviétique / Russie |
| classe Kilo 877EKM  | Yunes | 903      | 1996             |                  | 2356 tonnes en surface 3076 tonnes en plongée | Sous-marin d'attaque conventionnel | Union Soviétique / Russie |
| classe Besat        |       | Besat    | ...              | 2013             | 3200 tonnes                                   | Sous-marin d'attaque conventionnel | Iran                      |
| classe Fateh        |       | Fateh    | 920              | 2011             | 527 tonnes                                    | Sous-marin côtier                  | Iran                      |
| classe Ghadir,      |       | —        | —                | à partir de 2007 | 125 tonnes                                    | Sous-marin de poche                | Iran                      |
| classe Nahang       |       | Nahang 1 | ...              | 2006             | 115 tonnes                                    | Sous-marin de poche                | Iran                      |
| classe Yugo ou Yono |       |          | ...              | juillet 2007     | 90 tonnes                                     | Sous-marin de poche                | Corée du Nord             |

## Anciens navires
- Kousseh (1978-1979) ex-USS Trout (SS-566)